# Щепкина, Марфа Вячеславовна
Ма́рфа Вячесла́вовна Ще́пкина (30 марта 1894, Москва — 23 февраля 1984, Москва) — русский и советский историк-славист и палеограф, доктор исторических наук, Заслуженный работник культуры РСФСР (1966), музейный работник, в 1919—1981 годы работала в Государственном историческом музее.

## Биография
Марфа Вячеславовна Щепкина, правнучка актёра Михаила Семёновича Щепкина, родилась в Москве, в семье палеографа и историка древнерусского искусства Вячеслава Николаевича Щепкина. В 1919 году окончила историко-филологический факультет Московских Высших женских курсов и пришла на работу в Государственный исторический музей в котором работала всю свою жизнь.
В 1954 году стала заведующей отделом древних рукописей и старопечатных книг, с 1976 года — научный консультант.
В 1964 году защитила докторскую диссертацию по расшифровке новгородских берестяных грамот. Автор трудов в области изучения древних летописных сводов, церковных рукописных книг, книжных миниатюр и произведений прикладного искусства. Отдельную область научного интереса М. В. Щепкиной составляло «Слово о полку Игореве».

## Сочинения
- «Изображение русских исторических лиц в шитье XV века», 1954 год;
- «Болгарская миниатюра XIV века», 1963 год;
- «Миниатюры Хлудовской псалтыри», 1977 год.

## Награды и звания
- Орден «Кирилл и Мефодий» I степени (Болгария)[1].
- Заслуженный работник культуры РСФСР (1966)[2].